# Keep the Faith (album de Bon Jovi)
Pour les articles homonymes, voir Keep the Faith.
Albums de Bon Jovi
Hard & Hot
(1991) Cross Road
(1994)
Singles
1. Keep the Faith
Sortie : 13 octobre 1992
2. Bed of Roses
Sortie : 26 janvier 1993
3. In These Arms
Sortie : 9 mai 1993
4. I'll Sleep When I'm Dead
Sortie : 31 juillet 1993
5. I Believe
Sortie : 25 septembre 1993
6. Dry County
Sortie : 1er mai 1994

Keep The Faith est le 5e album du groupe Bon Jovi, sorti le 29 octobre 1992.

## Titres
| No  | Titre                               | Auteur                                      | Durée |
| --- | ----------------------------------- | ------------------------------------------- | ----- |
| 1.  | I Believe                           | Jon Bon Jovi                                | 5:58  |
| 2.  | Keep the Faith                      | Jon Bon Jovi, Richie Sambora, Desmond Child | 5:46  |
| 3.  | I'll Sleep When I'm Dead            | Jon Bon Jovi, Richie Sambora, Desmond Child | 4:43  |
| 4.  | In These Arms                       | Jon Bon Jovi, Richie Sambora, David Bryan   | 5:19  |
| 5.  | Bed of Roses                        | Jon Bon Jovi                                | 6:34  |
| 6.  | If I Was Your Mother                | Jon Bon Jovi, Richie Sambora                | 4:27  |
| 7.  | Dry County                          | Jon Bon Jovi                                | 9:52  |
| 8.  | Woman in Love                       | Jon Bon Jovi                                | 3:48  |
| 9.  | Fear                                | Jon Bon Jovi                                | 3:06  |
| 10. | I Want You                          | Jon Bon Jovi                                | 5:46  |
| 11. | Blame It on the Love of Rock & Roll | Jon Bon Jovi, Richie Sambora                | 4:24  |
| 12. | Little Bit of Soul                  | Jon Bon Jovi, Richie Sambora                | 5:44  |
| 13. | Save a Prayer                       | Jon Bon Jovi, Richie Sambora                | 5:57  |
| 14. | Starting All Over Again             | Jon Bon Jovi, Richie Sambora                | 3:44  |

## Formation
- Jon Bon Jovi : chant
- Richie Sambora : guitare, chant
- Alec John Such : basse, chant
- David Bryan : claviers, chant
- Tico Torres : batterie

## Autour de l'album
- Le disque s'est fait alors que personne n'attendait vraiment le retour de Bon Jovi en tant que groupe uni, à la suite des rumeurs de séparation en 1990, puis des albums solo de Jon Bon Jovi et Richie Sambora. Finalement, aucun changement de personnel n'a eu lieu. Alec John Such a tout de même confié que "la place de chacun est beaucoup mieux définie qu'auparavant". Richie Sambora a même ajouté que l'équilibre du groupe était retrouvé car avec l'album New Jersey, "la démocratie était devenue moins démocratique". Comprendre que la mainmise du chanteur sur le groupe et tout ce qui l'entoure étouffait ses acolytes. Pourtant, le poids du chanteur pèse encore dans la balance, six chansons étant écrites uniquement par ses soins.
- On ne sait pas vraiment combien de chansons ont été enregistrées dans le cadre de l'album. Jon Bon Jovi a évoqué 18 ou 19 titres présentés à Desmond Child, partenaire d'écriture régulier depuis 1986. On peut facilement supposer que le groupe en avait amassé près du double, car au fil des ans, de nombreuses chutes de studio ont fait leur apparition, que ce soit en face B d'un single ou bien dans le coffret 100 Millions Bon Jovi Fans Can't Be Wrong. C'est justement à cette époque que l'idée de ce coffret a germé dans la tête du chanteur car bon nombre de chansons s'accumulaient sans aucun réel espoir de voir le jour. En 1989, alors que le groupe prévoyait la sortie d'un album live qui n'est finalement jamais paru, Jon Bon Jovi déclarait que "beaucoup de chansons restent sur le carreau car il faut donner une ligne directrice à un album. Ca ne veut pas dire qu'elles sont mauvaises. Elles sont juste très différentes du Bon Jovi que vous connaissez".
- Pour produire l'album, le producteur Bob Rock a été appelé à la suite du succès du Black Album de Metallica. Le producteur voyait d'ailleurs d'un mauvais œil de donner le même son à un disque de Bon Jovi avec toutes ses chansons pop.
- Si dans l'ensemble, le disque est beaucoup plus mature que les quatre précédents albums du groupe, la chanson Dry County reste le pic de créativité du groupe pour cette période, le titre flirtant avec les dix minutes. Totalement créé par le chanteur, ce pavé relate une rencontre de Jon Bon Jovi avec des gens venant travailler dans des zones pétrolières nommées "dry counties" où l'alcool est proscrit. Ces individus espèrent améliorer leur vie en sacrifiant à leur famille pour gagner quelques dollars. Texte profond engagé politiquement (en interview, le chanteur voyait dans cette façon de vivre le résultat du travail du président Ronald Reagan) et parsemé de constats religieux sur la foi en des moments de sacrifice, Dry County est un chef-d'œuvre lyrique et musical, ses différentes parties en faisant une chanson à tiroirs comme jamais le groupe n'en avait produit. L'album est aussi le premier où le chanteur y expose certains constats de société de manière aussi directe.
- À l'origine, la chanson Keep the Faith se nommait Revenge. La chanson In These Arms est le résultat de la fusion de deux autres chansons. Starting All Over Again a été exclu du pressage mondial du disque à cause de son refrain très haut perché pour le chanteur qui aurait fusillé sa voix en trois concerts, selon ses propres dires. The Sole Truth, une ballade, a été laissée de côté, tout comme Cadillac Man, qui devait figurer sur la bande originale du film du même nom mais qui est restée dans les tiroirs du groupe. Bon Jovi a joué ces morceaux en concerts avant la parution de Keep the Faith et ils sont disponibles en écoute sur www.youtube.com, tout comme le remix de Jesus Jones de Keep the Faith, laissé longtemps indisponible.
- Même si le disque a moins bien fonctionné aux États-Unis qu'à l'accoutumée (entrée en cinquième place du Billboard, il s'est vendu à un peu plus de deux millions d'exemplaires à domicile), les ventes étrangères ont été presque meilleures que pour les albums précédents. Keep the Faith s'est vendu finalement à plus de huit millions de copies, et est aussi le premier disque d'or que le groupe a obtenu en France.
- Six singles ont été extraits de l'album : les cinq premiers titres de l'album et Dry County. Le titre Keep the Faith ne s'est élevé qu'à la 29e place des charts américains, tandis que la ballade Bed of Roses a grimpé jusqu'à la dixième place. Jon Bon Jovi n'a pas caché sa déception pour l'accueil du premier single, alors qu'il pensait tenir une chanson imparable où Bon jovi avait modernisé son style pour l'acclimater aux années 1990.
- En 1993, l'album est ressorti avec un disque bonus de huit titres enregistrés en concert entre 1989 et 1992 : Keep the Faith, In These Arms, Blaze of Glory, Lay Your Hands on Me, Tokyo Road, I'll Be There for You, Bad Medicine, Bed of Roses (version acoustique). Les pressages de langue espagnole avaient droit à la version hispanique de Bed of Roses, Cama de rosa.
- En 2010, l'album est ressorti avec deux bonus : des versions live de Keep the Faith et I'll Sleep When I'm Dead. Il s'agit d'une ressortie sous la bannière Tour Edition dont ont bénéficié dix albums de Bon Jovi. En mettant le disque sur son pc et en allant sur le site du groupe, on avait le droit d'entendre une version live de In These Arms.